# Tokyo Zombie
Tokyo Zombie (jap. 東京ゾンビ, Tōkyō zombi) ist eine japanische Filmkomödie von Sakichi Satō aus dem Jahr 2005, basierend auf dem gleichnamigen Manga von Yūsaku Hanakuma. Der Film ist das Regiedebüt Satōs, der zuvor vorwiegend als Drehbuchautor arbeitete.

## Handlung
Tokio in einer düsteren Zukunftsvision. Die beiden trotteligen Arbeitskollegen Mitsao (jap. Mitsuo) und Fujio, die ihr gesamtes Leben gemeinsam verbringen, führen ein einfaches Leben und arbeiten gemeinsam in einer Feuerlöscherwerkstatt. Die Freunde eint vor allem die große Leidenschaft für die Kampfkunst der waffenlosen Selbstverteidigung: Jiu Jitsu. Hypochonder Mitsao, ein älterer Mann mit markanter Halbglatze, erteilt dabei seinem hageren Gefährten mit eigenwilliger Afrofrisur Unterrichtsstunden.
Eines Tages wird eine Übungseinheit in der Mittagspause jäh von ihrem erzürnten Vorgesetzten unterbrochen. In einem folgenden Handgemenge wird ihr Chef versehentlich getötet. Die Leiche entsorgen die beiden kurzerhand auf dem kolossalen, alles überragenden Müllberg „Schwarzer Fuji“ im Tokioter Stadtbezirk Edogawa. Diese illegale Mülldeponie, die von sämtlichen Einwohnern der Millionenmetropole zur Entsorgung der Abfälle genutzt wird, ist nach Abreise der Hauptdarsteller Schauplatz der Handlung. Die hier Vergrabenen erheben sich aus ihrer stinkenden mit Industrieabfällen angereicherten Ruhestätte, mutieren zu Zombies und wandeln zunächst vereinzelt als menschenfleischgierige Ungetüme umher. Die blutgierigen Untoten ermorden weitere Menschen, die sich nach ihrem Ableben ebenfalls in „beißende Dämonen“ verwandeln, um ihrerseits Jagd auf Lebende zu machen. Diese „Seuche“ breitet sich rasend schnell aus, bis es zu explosionsartigen Überfallen im Großraum Tokio kommt.
Obwohl Mitsao und Fujio sich mitten im Geschehen befinden, ständig von Wiedergängern bedroht und bedrängt werden, bemerken sie zunächst nichts von einer Invasion der Zombies. Als sie ihren Irrtum erkennen, endet ihr einfaches Leben abrupt und die Kampfsportler flüchten mit ihrem bunten Kleinbus in Richtung Norden. Ihr Ziel ist Russland, wo sie in der Heimat der „stärksten und besten Ringer der Welt“ neue Kampftechniken erlernen wollen. Auf ihrem Weg wird Mitsao allerdings bei einer Rettungsmission für die attraktive Yoko von einem Zombie gebissen; die einstigen Weggefährten verlieren sich aus den Augen – es kommt zu einer leidvollen Trennung.
Fünf Jahre nach der Invasion der Zombies ist Tokio fast entvölkert. Die reichen und mächtigen Überlebenden leben in abgeschirmten, festungsähnlichen Wohnkomplexen, während die arme Bevölkerung versklavt und zur Arbeit herangezogen wird. Arbeitsunfähige Menschen werden dabei kaltblütig eliminiert. Vor diesem Hintergrund verlangt die elitäre Oberschicht der „gestressten Reichen“ Maßnahmen zur Unterhaltung. Daher rekrutiert man aus den Sklaven kampffähige Gladiatoren für einen tödlichen Zweikampf gegen die beißenden Untoten. Einer der Stars der Gladiatorenszene ist Fujio, der mit Hilfe seiner Jiu-Jitsu-Trainingserfahrung seine Gegner mit bloßen Händen ausschaltet. Er hat sich der traditionellen Lehrmethode seines Meisters Mitsao verschrieben, den er fast täglich in einem kleinen Schrein huldigt. Der einfältige Mann lebt mit seiner Frau Yoko und der gemeinsamen Tochter Fumiyo in ärmlichen Verhältnissen, immer in Sorge seine kleine Familie mit dem Notdürftigen versorgen zu können.
Eines Tages steht Fujio in der Arena seinem väterlichen Freund und Mentor, dem als „Glatzenzombie“ angepriesenen Mitsao in einem Gladiatorenkampf gegenüber. Mitsao bittet seinen langjährigen Weggefährten ihn zu erschlagen, doch dieser weigert sich. Um seiner Forderung Nachdruck zu verschaffen demütigt und provoziert der ehemalige Jiu-Jitsu-Meister seinen Schüler, bis dieser ihn in Rage bewusstlos schlägt. Just in diesem Moment wird die sichere Zuflucht der Reichen von einer ideologisch motivierten Rebellengruppe gestürmt, die die Festungsanlagen des Hochsicherheitsbereichs nachhaltig schädigt. Der Wohnkomplex wird im weiteren Verlauf der Handlung von aggressiven Zombies überrannt. Die einst sichere Zuflucht existiert nicht mehr. Eine kurze Rückblende zeigt, dass Mitsao doch nicht verwandelt wurde, da der entsprechende Zombie ein falsches Gebiss besaß. Am Ende des Films reist Fujio mit seiner kleinen Familie in Richtung Russland, um dort zu einem begnadeten Kämpfer zu avancieren; verfolgt von Mitsao.

## Kritiken
„Horrorkomödie nach einem populären Manga als fragwürdige Unterhaltung für ein einschlägiges Publikum.“